# Vittorio Goretti
Vittorio Goretti (nacido en 1939 - 8 de julio de 2016) fue un astrónomo aficionado italiano, descubridor de planetas menores desde su Observatorio de Pianoro, en las afueras de Bolonia, Italia.

## Semblanza
Vittorio Goretti fue profesor de física y matemáticas de enseñanza secundaria en Bolonia. Una vez jubilado, se dedicó activamente a la observación astronómica, descubriendo 32 asteroides del cinturón principal, todos ellos con números permanentes asignados. Fue miembro de la Associazione Astronomica Cortina y colaborador del Centro de Planetas Menores (MPC) del Observatorio Astrofísico Smithsoniano, que controla los asteroides próximos a la Tierra hasta la magnitud 18.0 V bajo los auspicios de la División III de la Unión Astronómica Internacional en su propio Observatorio de Pianoro (Observatorio del MPC n° 610).

## Lista de planetas menores descubiertos
| (7437) Torricelli    | 12 de marzo de 1994      | [1] |
| (8885) Sette         | 13 de marzo de 1994      | [2] |
| (9232) Miretti       | 31 de enero de 1997      |     |
| (10197) Senigalliesi | 18 de octubre de 1996    |     |
| (10200) Quadri       | 7 de julio de 1997       |     |
| (11121) Malpighi     | 10 de septiembre de 1996 |     |
| (12035) Ruggieri     | 1 de febrero de 1997     |     |
| (15381) Spadolini    | 1 de septiembre de 1997  |     |
| (16761) Hertz        | 3 de octubre de 1996     |     |
| (16766) Righi        | 18 de octubre de 1996    |     |
| (17652) Nepoti       | 3 de noviembre de 1996   |     |
| (20081) Occhialini   | 12 de marzo de 1994      | [2] |

| (21306) Marani       | 1 de diciembre de 1996   |     |
| (24996) 1998 OD1     | 20 de julio de 1998      | [3] |
| (25276) Dimai        | 15 de noviembre de 1998  |     |
| (26917) Pianoro      | 15 de septiembre de 1996 |     |
| (29457) Marcopolo    | 25 de septiembre de 1997 |     |
| (33376) Medi         | 6 de febrero de 1999     |     |
| (39699) Ernestocorte | 12 de octubre de 1996    |     |
| (42747) Fuser        | 21 de septiembre de 1998 |     |
| (42748) Andrisani    | 21 de septiembre de 1998 |     |
| (43999) Gramigna     | 31 de agosto de 1997     |     |
| (44005) Migliardi    | 25 de septiembre de 1997 |     |
| (47038) Majoni       | 17 de noviembre de 1998  |     |

| (48737) Cusinato                                                          | 8 de marzo de 8 de 1997     |     |
| (58573) Serpieri                                                          | 9 de septiembre de 1997     |     |
| (70745) Aleserpieri                                                       | 9 de noviembre de 9 de 1999 |     |
| (79375) Valetti                                                           | 16 de marzo de 1997         |     |
| (79826) 1998 WP2                                                          | 17 de noviembre de 1998     |     |
| (96217) Gronchi                                                           | 14 de septiembre de 1993    | [1] |
| (100553) Dariofo                                                          | 2 de abril de 1997          |     |
| (382412) 1997 SZ3                                                         | 25 de septiembre de 1997    |     |
| - [1] con Andrea Boattini - [2] con Maura Tombelli - [3] con Luciano Tesi |                             |     |

## Reconocimientos
- El asteroide del cinturón principal 7801 Goretti recibió este nombre en su honor,[1] según una notificación del 16 de octubre de 1997 (M.P.C. 30803).[8]